# Podlesí (Sadov)
Podlesí (německy Halmgrün) je malá vesnice, část obce Sadov v okrese Karlovy Vary v Karlovarském kraji. Nachází se asi 1,5 kilometru severozápadně od Sadova. Podlesí leží v katastrálním území Podlesí u Sadova o rozloze 2,84 km².

## Historie
První písemná zmínka o vesnici pochází z roku 1557.

## Obyvatelstvo
Při sčítání lidu v roce 1921 ve vsi žilo 296 obyvatel (z toho 133 mužů), z nichž byl jeden Čechoslovák a 295 Němců. Všichni se hlásili k římskokatolické církvi. Podle sčítání lidu z roku 1930 měla vesnice 338 obyvatel: dva Čechoslováky, 335 Němců a jednoho cizince. Kromě jednoho evangelíka a 23 lidí bez vyznání byli římskými katolíky.
| Rok            | 1869 | 1880 | 1890 | 1900 | 1910 | 1921 | 1930 | 1950 | 1961 | 1970 | 1980 | 1991 | 2001 | 2011 | 2021 |
| -------------- | ---- | ---- | ---- | ---- | ---- | ---- | ---- | ---- | ---- | ---- | ---- | ---- | ---- | ---- | ---- |
| Počet obyvatel | 146  | 172  | 299  | 324  | 419  | 296  | 338  | 150  | 161  | 168  | 139  | 118  | 117  | 121  | 135  |
| Počet domů     | 22   | 25   | 29   | 29   | 33   | 32   | 36   | 36   | 36   | 31   | 28   | 33   | 32   | 37   | 43   |

## Obecní správa
Při sčítání lidu v letech 1869–1921 Podlesí bylo samostatnou obcí v okrese Karlovy Vary. Od roku 1930 je částí obce Sadov, se kterým patřil nejprve do okresu Karlovy Vary, ale v roce 1950 v okrese Karlovy Vary-okolí a od roku 1960 v okrese Karlovy Vary. V letech 1869–1921 k obci patřil Velký Rybník.